# Ontwerpend leren
Mate van vrijheid
van de lerende om zijn eigen leerproces in te richten (afnemend van boven naar beneden)
| Vrij        |
| Onderneming |
| Project     |
| Probleem    |
| Opdracht    |
| Taak        |
| Instructie  |

Het voornaamste middel dat de onderwijsvorm gebruikt is een indicatie
Ontwerpend leren is een term in het onderwijs die verwijst naar het maken van een ontwerp als een manier om competenties te ontwikkelen.

## Methode
Ontwerpen wordt vaak gezien als het exclusieve domein van artistieke mensen als architecten, musici, schrijvers, kunstenaars, maar ieder mens krijgt wel eens te maken met ontwerpproblemen. Dat is de reden dat er in het onderwijs steeds meer aandacht is voor ontwerpend leren, dat meestal samen met onderzoekend leren wordt geïmplementeerd. Ontwerpend leren is een vorm van leren die men kan aantreffen in constructivistisch onderwijs en probleemgestuurd onderwijs en heeft vaak als doel het verwerven van vaardigheden die de 21e eeuw vraagt zoals creativiteit, samenwerken, ondernemen en kritisch denken.